# Нанто
Нанто (итал. Nanto) је насеље у Италији у округу Виченца, региону Венето.
Према процени из 2011. у насељу је живело 467 становника. Насеље се налази на надморској висини од 22 м.

## Становништво
Према резултатима пописа становништва 2011. у општини је живело 3.082 становника.
| 1931. | 1936. | 1951. | 1961. | 1971. | 1981. | 1991. | 2001. | 2011. |
| ----- | ----- | ----- | ----- | ----- | ----- | ----- | ----- | ----- |
| 2.399 | 2.333 | 2.309 | 1.777 | 1.727 | 1.879 | 2.034 | 2.312 | 3.082 |